# Пти вердо
Пти вердо (фр. petit verdot, то есть «мелкий зеленоватый») — сорт чёрного винограда позднего созревания. В небольших количествах (до 10%) используется в купажах красных вин Медока для придания им более глубокого цвета, аромата и таниновой структуры. 
Крупногроздевый вердо (gros verdot, гро-вердо), несмотря на созвучность названия, ботанически с ним не связан и с 1946 года запрещён к использованию в винах Бордо.

## История и распространение
Судя по теплолюбивости, происходит из самых южных областей Европы, хотя Лавиньяк находит родственные ему сорта только в Беарне. На берегах Жиронды возделывался уже в XVIII веке. 
Сорт очень теплолюбивый, вследствие чего в Медоке середины XX века вызревал в среднем раз в четыре года. Это привело к тому, что к концу 1970-х годов его использование французскими виноделами практически прекратилось. Впоследствии в связи с глобальным потеплением стал постепенно возвращаться в бордоские купажи.  

В Австралии пти-вердо культивируется с 1840-х годов. По состоянию на 2000 год эта страна производила в четыре раза больше винограда этого сорта, чем собственно Франция. Связано это с тем, что в жарком климате, где виноград стабильно вызревает, из него получается качественное моносортовое вино. По той же причине сорт популярен в Перу. 
Существуют небольшие насаждения пти-вердо и во многих других винодельческих регионах, включая Крым и Тамань.

## Характеристики
Сила роста лозы слабая. Лист средний, плотный, темно зелёный, округлый, слаборассечёный.  Гроздь мелкая, иногда средняя. Ягоды средней величины, округлые, темно-синие, толстокожие. Нижняя сторона листа покрыта густым паутинистым опушением. Урожайность этого сорта винограда сильно зависит от погодных и почвенных условий, но, как правило, не высока. 
Привлекательность пти вердо для виноделов состоит, в частности, в способности вин из этого винограда к длительной выдержке. С течением времени ароматика банана и ванили, свойственная молодому вину из пти-вердо, сменяется нюансами фиалки и старой кожи.